# Devon rex
Devon rex är en kattras med lockig päls.

## Utseende
Huvudet är kort, relativt brett och kilformat med framträdande kindben, kort nos och kraftig haka. I profil syns en markerad pannavsats, s.k. stop. Ögonen är stora, ovala och något snedställda. Öronen är mycket stora, breda vid basen, lågt ansatta och bör bäras något utåtvinklade. Kroppen är medellång och slank men ändå fast och muskulös. Bröstkorgen ska vara förhållandevis bred, benen är starka och tassarna små och ovala. Svansen är lång. 
Pälsen är lockig eller vågig och skall täcka hela katten. Den består nästan enbart av underull men rester av det yttersta pälslagret, täck- eller stickelhåren, kan finnas kvar hos vissa individer. Pälsen kan då kännas något sträv, framför allt på ryggen.
Alla pälsfärger är godkända (poäng ges ej för färg på utställning) och rasen förekommer i de flesta färgvarianter, inklusive agoutimönstring, silver, burma- och siamesutfärgning. Vita fläckar med varierande utbredning kan finnas.

## Temperament

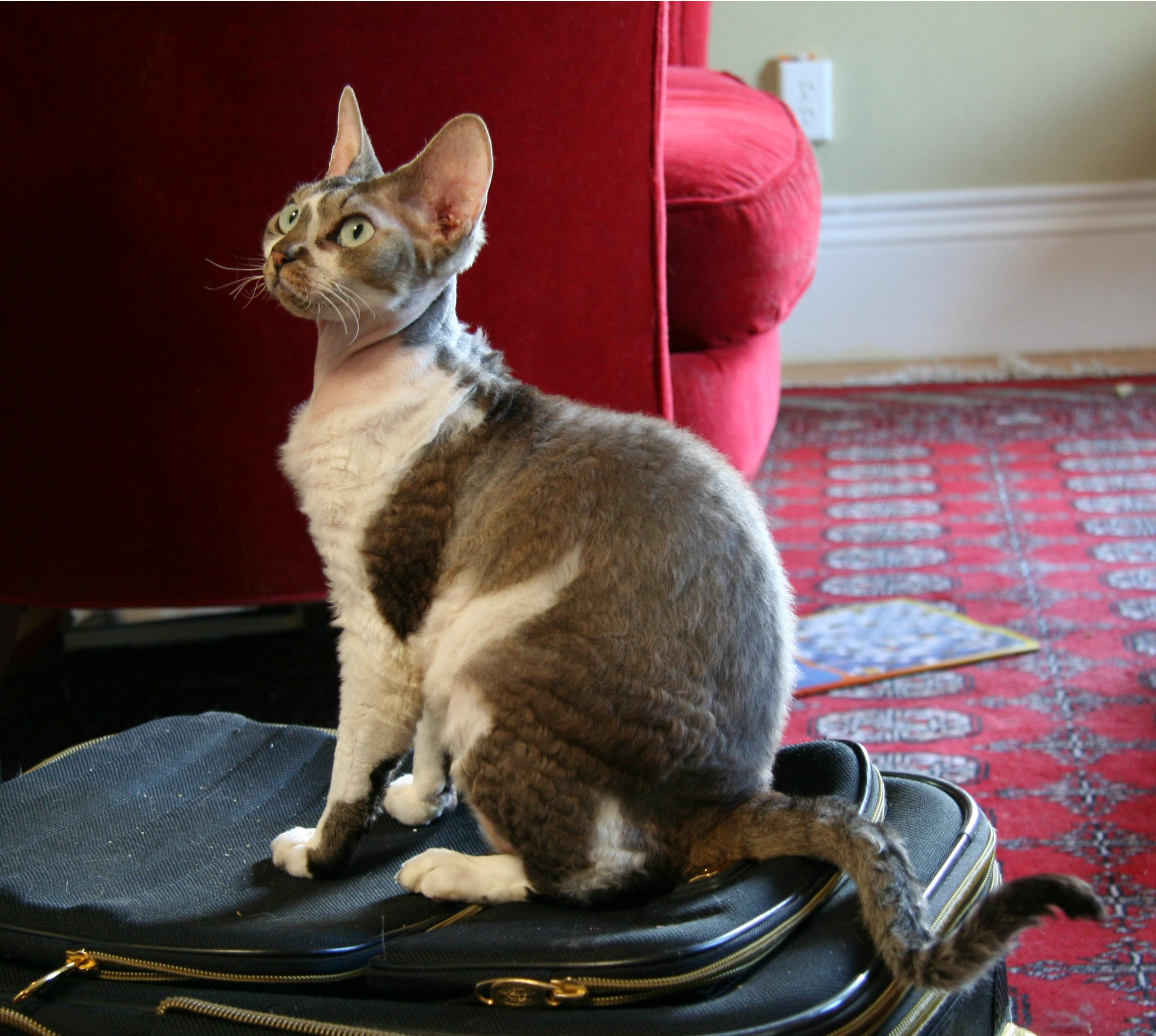
Devon rex

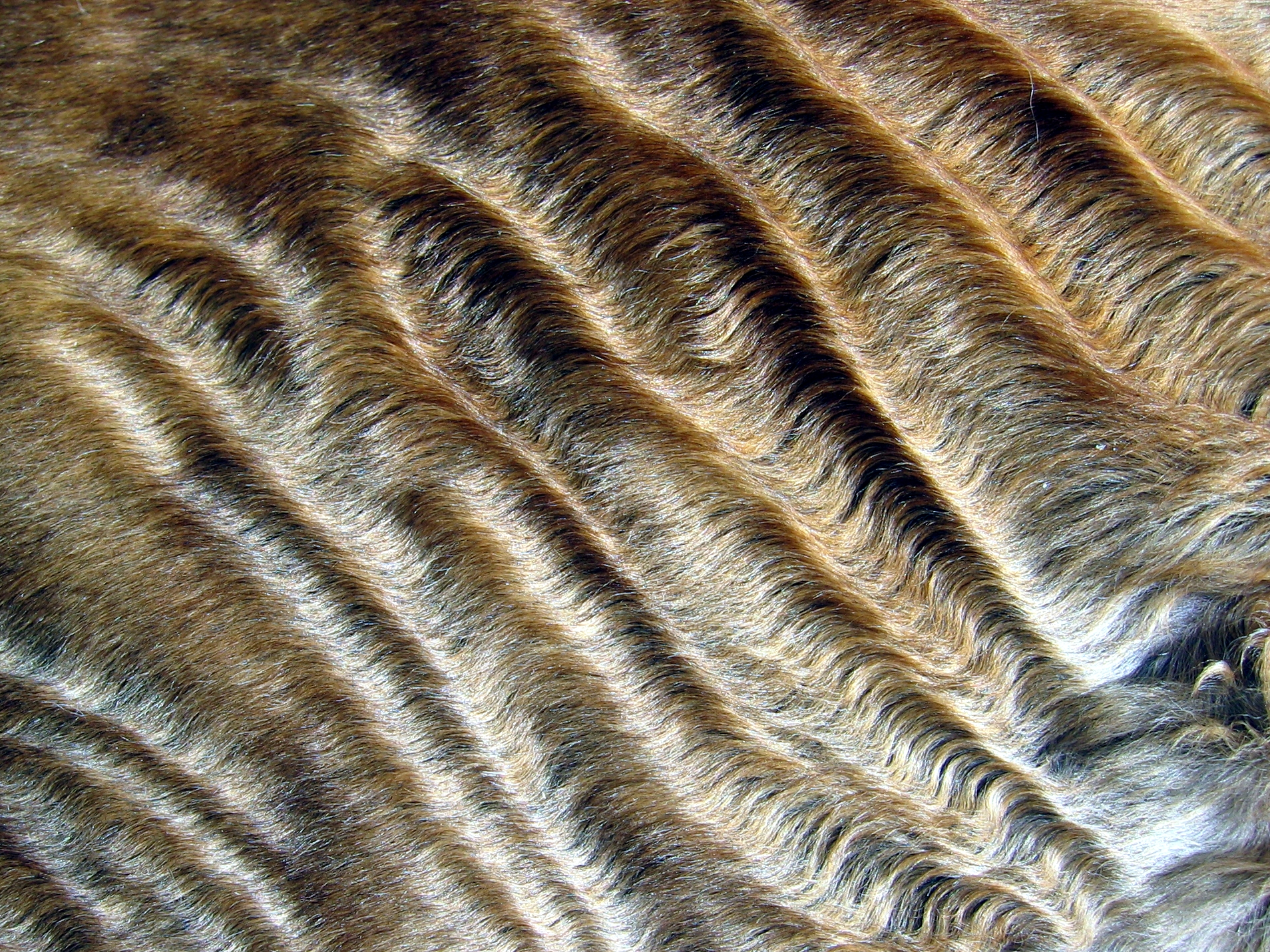
Närbild på pälsen

En Devon Rex är en mycket social kattras som generellt är positivt inställd till nya kontakter. Den är livlig, intelligent, företagsam och påhittig och älskar att stå i centrum för uppmärksamheten. Den lär sig lätt att komma överens med andra katter och övriga husdjur. Devon rex och rasen cornish rex brukar anses vara mycket lika i temperamentet.
En Devon Rex älskar värme mer än andra normalpälsade katter och lämpar sig därmed inte som utekatt. Devon Rexen är i stort behov av stimulans och vill gärna ha en ägare som har tid att ägna sig åt den varje dag och är aktiv. Rasen gillar oftast att följa sina familjemedlemmar i hemmet, den är gärna med var än ägaren är även om den kan likt övriga katter ha lugna stunder när det ej händer så mycket runtomkring. Om ägaren arbetar om dagarna mår den bra av ytterligare en katt som sällskap.

## Historia
Den lockiga pälsen kommer av en mutation som upptäcktes på en hankatt vid namn Kirlee i Devonshire i England på 1960-talet. Den speciella pälsstrukturen togs till vara i planerad avel och rasen godkändes av FIFe år 1968. Idag är rasen den 8:e vanligaste inom SVERAK

## Allergi
Det sägs ibland att Devon rex är en allergivänlig kattras, och att allergiker tål dessa katter. Det är sant att en del allergiker tål Devon rex och andra rexraser, men långt ifrån alla gör det. För att få reda på om man själv tål just rexkatter bör man tillbringa tid med dem för att se hur man reagerar.